# Order Zasługi Polskiej Rzeczypospolitej Ludowej
Order Zasługi Polskiej Rzeczypospolitej Ludowej – polskie wysokie odznaczenie cywilne okresu PRL, nadawane cudzoziemcom oraz Polakom zamieszkałym za granicą.
Order Zasługi Polskiej Rzeczypospolitej Ludowej został ustanowiony ustawą z dnia 10 kwietnia 1974 „ ...mając na względzie rozwijające się stosunki Polskiej Rzeczypospolitej Ludowej z innymi państwami oraz potrzebę dania wyrazu szczególnemu uznaniu zasług położonych na rzecz rozwoju współpracy i przyjaźni między narodami...”.

## Podział orderu
W przypadku tego orderu zrezygnowano po raz pierwszy z nazwy krzyża przy podziale na klasy (pomijając Order Sztandaru Pracy, którego klasy były jedynie numerowane i potocznie nazywane gwiazdami):
- I klasa – Wielka Wstęga,
- II klasa – Komandoria z Gwiazdą,
- III klasa – Komandoria,
- IV klasa – Złota Odznaka,
- V klasa – Srebrna Odznaka[2].

## Nadawanie
Order Zasługi Polskiej Rzeczypospolitej Ludowej nadawano obywatelom państw obcych lub zamieszkałym za granicą innym osobom, które swą działalnością polityczną, społeczną, gospodarczą albo w zakresie nauki, oświaty, kultury, sztuki, ochrony zdrowia lub w innej dziedzinie wniosły wybitny wkład w dzieło rozwoju współpracy międzynarodowej oraz umacniania i pogłębiania przyjaźni łączącej Polską Rzeczpospolitą Ludową z innymi państwami i narodami. „Zamieszkałe za granicą inne osoby” w praktyce było eufemistycznym określeniem Polonii – obywateli polskich pozostających na emigracji. Order mógł być również nadany zagranicznej instytucji, miastu lub jednostce terytorialnej.
Order nadawała Rada Państwa, na wniosek Ministra Spraw Zagranicznych, ewentualnie Przewodniczącego Rady Państwa, Prezesa Rady Ministrów lub Komitetu Centralnego PZPR.
Po zmianie ustroju i nazwy państwa polskiego na Rzeczpospolita Polska w grudniu 1989, zaszła potrzeba nowej regulacji odznaczeń państwowych. Zdecydowano pozostawić Order Zasługi, nieco zmieniając jego formę. Mimo braku formalnej zmiany ustawy o ustanowieniu Orderu Zasługi Polskiej Rzeczypospolitej Ludowej ani nazwy Orderu, w drodze rozporządzenia Prezydenta RP z 16 kwietnia 1991, obowiązującego od 24 maja 1991, określono go jako Order Zasługi Rzeczypospolitej Polskiej i zmieniono opis jego odznaki na odpowiadający późniejszemu Orderowi Zasługi Rzeczypospolitej Polskiej. Dopiero ustawą z dnia 16 października 1992 o orderach i odznaczeniach Order Zasługi Polskiej Rzeczypospolitej Ludowej został formalnie zastąpiony przez Order Zasługi Rzeczypospolitej Polskiej, a ustawa z 1974 została uchylona.
Projektantem obu tych orderów był Edward Gorol.

## Opis odznaki
Odznaką była, podobna do sowieckich odznaczeń, pięcioramienna gwiazda (krzyż gwiaździsty) z rozszerzającymi się ramionami, pokrytymi na awersie czerwoną i białą emalią. Między ramionami gwiazdy znajduje się pięć pęków promieni. Pośrodku na awersie nałożony jest orzeł państwowy (bez korony) srebrzony. Gwiazda zwieńczona jest tarczą z inicjałami PRL na tle poziomych promieni. Na rewersie ramiona gwiazdy są fakturowane, pośrodku na okrągłej tarczy znajduje się data: 1974. W klasach I-IV promienie i zwieńczenie są złocone, a w klasie V są srebrzone. Wymiar odznaki wynosi: w klasie I – 68 mm, w klasach II i III – 60 mm, w klasach IV i V – 48 mm.
Odznaką Orderu I i II klasy jest ponadto gwiazda orderowa składająca się z dziesięciu pęków promieni o średnicy 80 mm, z czego pięć pęków złoconych umieszczonych jest na tle pięciu pęków srebrzonych. Pośrodku na okrągłej tarczy pokrytej czerwoną emalią nałożony jest orzeł srebrzony.
Wstęga orderowa wykonana była w kolorze jasnego kobaltu i nawiązywała do zachowanego na obczyźnie Orderu Orła Białego.
Sposób noszenia poszczególnych klas:
- I klasa: odznakę orderu noszono na wielkiej wstędze szerokości 100 mm, założonej przez prawe ramię do lewego boku, a gwiazdę orderową noszono pośrodku lewej strony piersi, poniżej innych orderów i odznaczeń.
- II klasy: odznakę orderu noszono na wstędze szerokości 45 mm, założonej na szyi, a gwiazdę orderową noszono pośrodku lewej strony piersi, poniżej innych orderów i odznaczeń.
- III klasy: odznakę orderu noszono na wstędze szerokości 45 mm, założonej na szyi.
- IV i V klasy: odznakę noszono na wstążce szerokości 36 mm i długości 60–65 mm, po lewej stronie piersi. Na wstążce Orderu IV klasy upięta jest z tej wstążki rozetka o średnicy 25 mm.

Po zmianach z 16 kwietnia 1991, monogram „PRL” zastąpiono monogramem „RP”, wprowadzono orła z koroną według wzoru obowiązującego dla godła państwa, usunięto datę „1974” z rewersu oraz zmieniono kolor wstążki i wstęgi na ciemny kobalt.

## Odznaczeni
Wielką Wstęgę otrzymało 76 osób, m.in.:
- 1974 – Kurt Waldheim, sekretarz generalny ONZ
- 1974 – Bruno Kreisky, kanclerz Austrii
- 1974 – Urho Kekkonen, prezydent Finlandii
- 1974 – Andriej Gromyko, minister spraw zagranicznych ZSRR
- 1975 – Valéry Giscard d’Estaing, prezydent Francji
- 1975 – Aleksiej Kosygin, premier ZSRR
- 1975 – Nikołaj Podgorny, przewodniczący Prezydium Rady Najwyższej ZSRR
- 1976 – Jacques Chirac, premier Francji
- 1977 – Baldwin I Koburg, król Belgów
- 1978 – Muammar Kadafi, prezydent Libii
- 1978 – Todor Żiwkow, sekretarz generalny KC Bułgarskiej Partii Komunistycznej, przewodniczący Rady Państwa Bułgarii
- 1979 – Fidel Castro, premier i przewodniczący Rady Państwa Kuby
- 1980 – Luigi Longo, włoski lider komunistów
- 1981 - Todor Żiwkow - sekretarz generalny KC Bułgarskiej Partii Komunistycznej, przewodniczący Rady Państwa Bułgarii (po raz drugi)
- 1981 – Leonid Breżniew, przewodniczący Prezydium Rady Najwyższej ZSRR
- 1982 – Janos Kadar, sekretarz generalny KC Węgierskiej Socjalistycznej Partii Robotniczej
- 1982 – Erich Honecker, Przewodniczący Rady Państwa NRD
- 1983 – Gustav Husak, prezydent Czechosłowacji
- 1983 – Andreas Papandreu, premier Grecji
- 1984 – Willi Stoph, premier NRD
- 1985 – Dolores Ibarruri, hiszpańska komunistka
- 1986 – Fidel Castro, po raz drugi
- 1987 – Kim Ir Sen, prezydent Korei Północnej
- 1988 – Yasuhiro Nakasone, premier Japonii
- 1988 – Todor Żiwkow, po raz trzeci
- 1989 – Jan Karol I Burbon, król Hiszpanii
- 1989 – François Mitterrand, prezydent Francji
- 1989 – Javier Perez de Cuellar, sekretarz generalny ONZ

W 1988 Gustáv Husák, który miał być odznaczony ponownie i Nicolae Ceaușescu odmówili przyjęcia Wielkiej Wstęgi Orderu Zasługi PRL.
Wg danych Biura Odznaczeń Państwowych Kancelarii Rady Państwa oraz Biura Odznaczeń Kancelarii Prezydenta RP przyznano:
- I klasę – 65 razy,
- II klasę – 264 razy,
- III klasę – 581 razy,
- IV klasę – 983 razy[5].

W sumie w latach 1974–1990 orderem odznaczono 3304 razy, w tym 50 zbiorowości, z których Akademia Nauk ZSRR i Towarzystwo Przyjaźni Polsko-Radzieckiej otrzymały I klasę, a łącznie, do końca obowiązywania ustawy z okresu PRL, przyznano 3693 Orderów Zasługi PRL.